# Ђирела Вила (Торино)
Ђирела Вила је насеље у Италији у округу Торино, региону Пијемонт.
Према процени из 2011. у насељу је живело 50 становника. Насеље се налази на надморској висини од 454 м.